# 岩谷龍太郎
岩谷 龍太郎（いわたに りゅうたろう、1869年1月1日（明治元年11月19日） - 1928年（昭和3年）2月19日）は、大日本帝国陸軍軍人。最終階級は陸軍少将。位階勲等功級は従五位勲三等功三級。

## 経歴・人物
平民・岩谷利三郎の三男として出羽国（現・秋田県）に生まれ、1895年（明治28年）12月に甥の岩谷官蔵方より分家する。
1890年（明治23年）陸軍士官学校第1期卒業、ちなみに 1890年（明治23年）7月29日の官報によると、陸軍士官学校第1期を騎兵科2番/17名で卒業している。翌年、陸軍騎兵少尉に任官する。のち、1899年（明治32年）陸軍大学校第13期卒業。
軍馬補充部本部部員、騎兵監部部員、陸軍騎兵実施学校教官、皇族附武官を経て、1906年（明治39年）8月に韓国駐箚軍参謀に任官。
ついで、1909年（明治42年）4月に陸軍騎兵大佐・騎兵第4連隊長、1910年（明治43年）6月に軍馬補充部三本木支部長、1912年（明治45年）1月に騎兵第14連隊長を経て、1913年（大正2年）8月に休職し、さらに翌年の1914年（大正3年）1月に待命、同年5月にに陸軍少将に昇進と同時に予備役に編入した。
日清戦争および日露戦争の軍功により勲三等に叙し、功三級金鵄勲章を賜った。

## 親族
- 養子：京子（元帥海軍大将・永野修身の妻）[2][5]